# Фрам (космический аппарат)
«Фрам» — серия советских (российских) космических аппаратов ДЗЗ (фотонаблюдения). Первые советские «гражданские» спутники ДЗЗ. Использовались в целях проведения многозонального фотографирования поверхности Земли и для исследования природных ресурсов Земли (ИПРЗ) в частности.

## Разработка
Разрабатывались на базе КА космической разведки Зенит в ЦКБЭМ (Центральном конструкторском бюро экспериментального машиностроения), в дальнейшем — Центральном специализированном конструкторском бюро (ЦСКБ)) под руководством соратника С. П. Королёва — Д. И. Козлова. В свою очередь, на базе КА Фрам разрабатывалось следующее поколение спутников ДЗЗ — «Ресурс-Ф».

## Характеристики
В состав фотокомплекса космических аппаратов входило пять кадровых фотоаппаратов, обеспечивавших съёмку в пяти зонах спектра электромагнитного излучения в диапазоне длин волн 510—850 нм. Получение пяти спектральных диапазонов обеспечивалось применением соответствующих фотоплёнок, светофильтров и юстировки аппаратуры для достижения максимального разрешения в заданных зонах спектра. С высоты 200 км разрешение на местности составляло 20—30 м на черно-белой плёнке и 30—50 м — на спектрозональной плёнке, а ширина полосы фотографирования — 180 км. Площадь фотографирования, обеспечиваемая запасом плёнки на борту, составляла 17 млн м². Поддержание требуемой для фотографирования высоты орбиты обеспечивалось установленной на спутнике комплексной двигательной установкой с запасом характеристической скорости 42 м/с. КА «Фрам» весил 6100 кг. Он выводился на орбиту с наклонением 81,3—81,4 °, а с 1980 года (с «Космоса-1182» и далее) — 82,3 °, минимальной высотой 210—229 км и максимальной высотой 255—275 км с помощью РН 11А511У «Союз-У» с космодрома Плесецк. Время существования аппаратов «Фрам» на орбите составляло до 13 суток.

## Эксплуатация
Первый запуск спутника серии «Фрам» — Фрам 11Ф635 («Космос-771») был осуществлён 25 сентября 1975 года. Всего с 1975 по 1985 годы было запущено 27 спутников этой серии. 26 из них вышли на орбиты, один запуск (4 октября 1976 года) с стартовой площадки Плесецк 43/4 закончился аварией ракеты-носителя (Союз-У E15000-056) на участке работы первой ступени через 95 секунд после старта. Обозначение не известно, в графике запусков стоит между Космос-858 (29.09.1976) и Космос-859 (10.10.1976). Спускаемый аппарат (СА) ещё одного — «Космоса-1010» разбился при посадке 5 июня 1978 года из-за отказа парашютной системы.
| №  | Дата запуска | Официальное наименование | Дата посадки | Примечание           |
| -- | ------------ | ------------------------ | ------------ | -------------------- |
| 1  | 25.09.1975   | Космос-771               | 08.10.75     |                      |
| 2  | 21.05.76     | Космос-820               | 02.06.76     |                      |
| 3  | 04.10.76     | -                        | -            | Авария РН на 95 сек  |
| 4  | 26.05.77     | Космос-912               | 08.06.77     |                      |
| 5  | 02.09.77     | Космос-948               | 15.09.77     |                      |
| 6  | 23.05.78     | Космос-1010              | 05.06.78     | разбился при посадке |
| 7  | 03.10.78     | Космос-1033              | 16.10.78     |                      |
| 8  | 17.05.79     | Космос-1099              | 30.05.79     |                      |
| 9  | 08.06.79     | Космос-1105              | 21.06.79     |                      |
| 10 | 22.06.79     | Космос-1108              | 05.07.79     |                      |
| 11 | 13.07.79     | Космос-1115              | 26.07.79     |                      |
| 12 | 21.08.79     | Космос-1123              | 03.09 79     |                      |
| 13 | 23.05.80     | Космос-1182              | 05.06.80     |                      |
| 14 | 15.07.80     | Космос-1201              | 28.07.80     |                      |
| 15 | 22.08.80     | Космос-1207              | 04.09.80     |                      |
| 16 | 26.09.80     | Космос-1212              | 09.10.80     |                      |
| 17 | 22.05.81     | Космос-1273              | 04.06.81     |                      |
| 18 | 16.06.81     | Космос-1276              | 29.06.81     |                      |
| 19 | 09.10.81     | Космос-1314              | 22.10.81     |                      |
| 20 | 23.04.82     | Космос-1353              | 06.05.82     |                      |
| 21 | 13.07.82     | Космос-1387              | 26.07.82     |                      |
| 22 | 08.09.82     | Космос-1406              | 21.09.82     |                      |
| 23 | 28.04.83     | Космос-1458              | 11.05.83     |                      |
| 24 | 03.09.83     | Космос-1495              | 16.09.83     |                      |
| 25 | 22.05.84     | Космос-1557              | 04.06.84     |                      |
| 26 | 13.09.84     | Космос-1597              | 26.09.84     |                      |
| 27 | 06.09.85     | Космос-1681              | 19.09.85     |                      |